# Machadinha

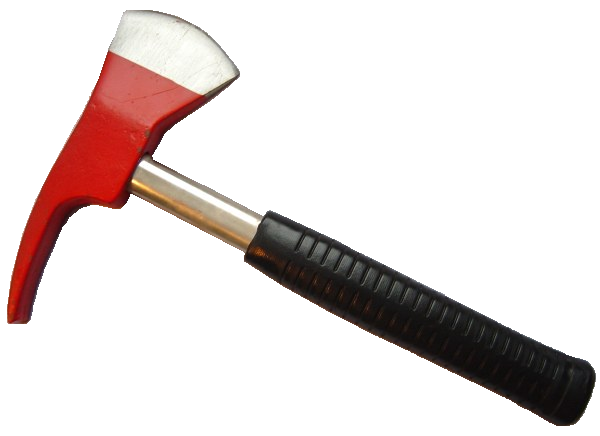
Machadinha utilizada por bombeiros alemães.

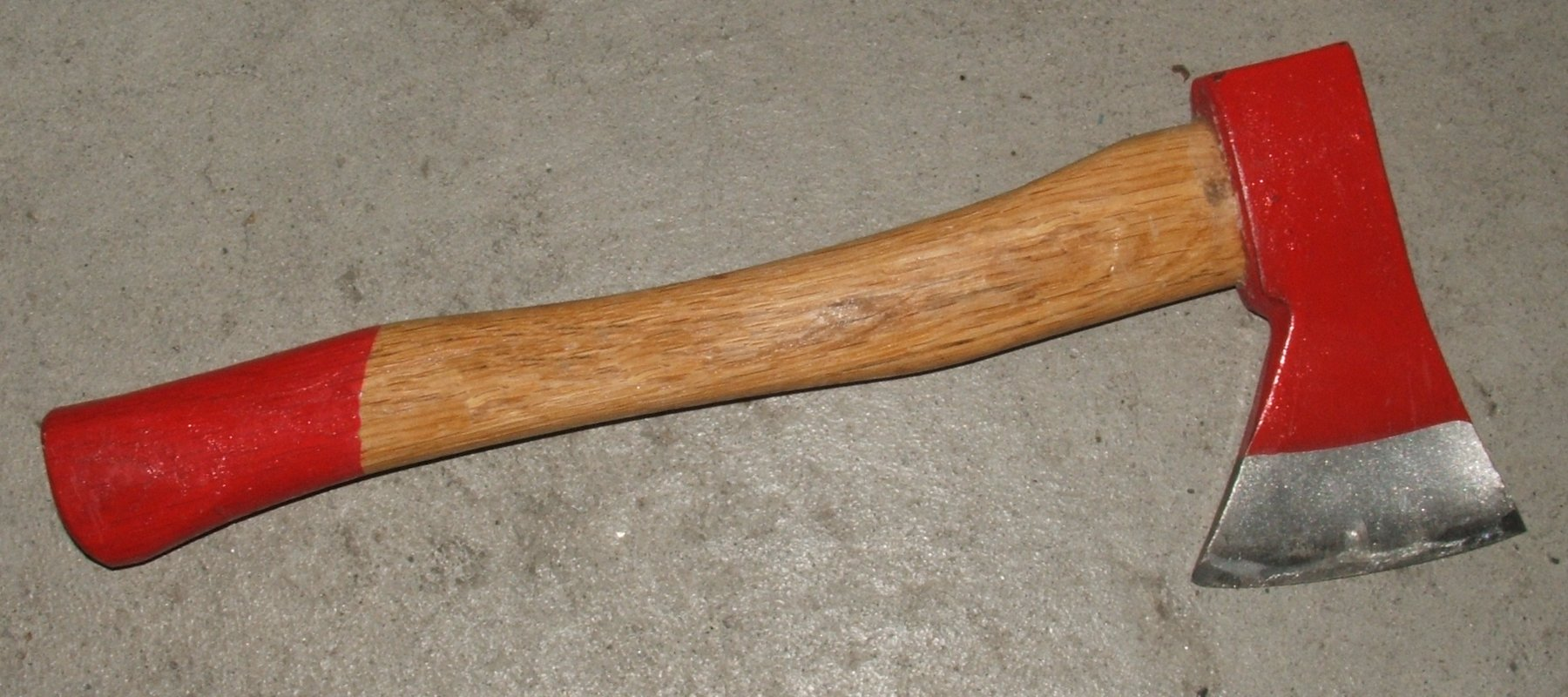
Machadinha de carpinteiro.

A machadinha ou machada é uma ferramenta muito similar ao machado. A diferença principal é o tamanho, pois o machado é muito maior e se utiliza com as duas mãos e a machadinha é menor e pode ser usada com apenas uma mão. A versão mais primitiva da machadinha surgiu há cerca de 1,5 milhão de anos e era provavelmente executada pelo homo ergaster.
É uma ferramenta de trabalho do corpo de bombeiros e de carpinteiros, servindo á diversas atividades, desde o corte de lenha, até a construção civil e a jardinagem e escultura.
No escotismo, no Clube de Desbravadores e no Clube de Aventureiros, é fincada em um tronco em uma cerimônia, simbolizando o início das atividades oficiais de acampamentos.

## Fabricantes
- Lee Tools
- Tramontina
- Famastil
- Trapp
- Ferramentas São Romão
- Corneta Ferramentas
- Carneiro
- Kantas
- Nautika
- Wenzel